# جوزيه بي. كروز جونيور
جوزيه بي. كروز جونيور (بالإنجليزية: Jose B. Cruz, Jr.)‏ هو مهندس أمريكي، ولد في 17 سبتمبر 1932.